# Lugano Rebels 2022
Questa voce raccoglie le informazioni riguardanti i Lugano Rebels nelle competizioni ufficiali della stagione 2022.

## Lega C 2022

### Stagione regolare
| Chavannes-près-Renens 26 marzo 2022, ore 15:00 1ª giornata | Lausanne LUCAF Owls | 0 – 32 referto | Lugano Rebels | Centre Sportif\| Arbitro: \| Ducommun \| |
| Arbitro:                                                   | Ducommun            |                |               |                                          |

| Lugano 24 aprile 2022, ore 14:00 5ª giornata | Lugano Rebels | 21 – 40 referto | Schaffhausen Sharks | Stadio comunale di Cornaredo (campo sintetico)\| Arbitro: \| Birnbaum \| |
| Arbitro:                                     | Birnbaum      |                 |                     |                                                                          |

| Zofingen 1º maggio 2022, ore 14:00 6ª giornata | Zofingen Cheetahs | 0 – 61 referto | Lugano Rebels | Sportplatz Bezirksschule\| Arbitro: \| Zwicker \| |
| Arbitro:                                       | Zwicker           |                |               |                                                   |

| Emmen 8 maggio 2022, ore 14:00 7ª giornata | Emmen Dragons | 22 – 12 referto | Lugano Rebels | Sportplatz Gersag\| Arbitro: \| M. Meier \| |
| Arbitro:                                   | M. Meier      |                 |               |                                             |

| Glarona 14 maggio 2022, ore 18:00 8ª giornata | Glarus Orks | 7 – 24 referto | Lugano Rebels | Wyden\| Arbitro: \| Waser \| |
| Arbitro:                                      | Waser       |                |               |                              |

| Lugano 22 maggio 2022, ore 14:00 9ª giornata | Lugano Rebels | 22 – 25 referto | Morges Bandits | Stadio comunale di Cornaredo (campo sintetico)\| Arbitro: \| Zwicker \| |
| Arbitro:                                     | Zwicker       |                 |                |                                                                         |

| Lugano 29 maggio 2022, ore 14:00 10ª giornata | Lugano Rebels | 62 – 0 referto | Niederbipp Ducks | Stadio comunale di Cornaredo (campo sintetico)\| Arbitro: \| Waser \| |
| Arbitro:                                      | Waser         |                |                  |                                                                       |

| Lugano 5 giugno 2022, ore 14:00 11ª giornata | Lugano Rebels | 48 – 23 referto | Zurich State Spartans | Stadio comunale di Cornaredo (campo sintetico)\| Arbitro: \| Vogel \| |
| Arbitro:                                     | Vogel         |                 |                       |                                                                       |

| Lugano 19 giugno 2022, ore 14:00 13ª giornata | Lugano Rebels | 21 – 7 referto | Neuchâtel Knights | Stadio comunale di Cornaredo (campo sintetico)\| Arbitro: \| Vogel \| |
| Arbitro:                                      | Vogel         |                |                   |                                                                       |

| Langenthal 26 giugno 2022, ore 14:00 14ª giornata | Langenthal Invaders | 48 – 6 referto | Lugano Rebels | Stadion Hard\| Arbitro: \| Fouillet \| |
| Arbitro:                                          | Fouillet            |                |               |                                        |

### Playoff
| Neuhausen am Rheinfall 10 luglio 2022, ore 14:00 Semifinale | Schaffhausen Sharks | 6 – 7 referto | Lugano Rebels | Stadion Langriet\| Arbitro: \| Fouillet \| |
| Arbitro:                                                    | Fouillet            |               |               |                                            |

| Langenthal 17 luglio 2022, ore 14:00 Finale | Langenthal Invaders                                     | 28 – 7 referto | Lugano Rebels | Stadion Hard\| Arbitri: \| Strähl Kämpf von Känel Gerber Wagner Schröder Nau Deter \| |
| Arbitri:                                    | Strähl Kämpf von Känel Gerber Wagner Schröder Nau Deter |                |               |                                                                                       |

## Statistiche di squadra
| Competizione      | %Vittorie | In casa | In casa | In casa | In casa | In casa | In casa | In trasferta | In trasferta | In trasferta | In trasferta | In trasferta | In trasferta | Totale | Totale | Totale | Totale | Totale | Totale |
| Competizione      | %Vittorie | G       | V       | N       | P       | Pf      | Ps      | G            | V            | N            | P            | Pf           | Ps           | G      | V      | N      | P      | Pf     | Ps     |
| ----------------- | --------- | ------- | ------- | ------- | ------- | ------- | ------- | ------------ | ------------ | ------------ | ------------ | ------------ | ------------ | ------ | ------ | ------ | ------ | ------ | ------ |
| Stagione regolare | .600      | 5       | 3       | 0       | 2       | 174     | 95      | 5            | 3            | 0            | 2            | 135          | 77           | 10     | 6      | 0      | 4      | 309    | 172    |
| Playoff           | .500      | 0       | 0       | 0       | 0       | 0       | 0       | 2            | 1            | 0            | 1            | 14           | 34           | 2      | 1      | 0      | 1      | 14     | 34     |
| Totale            | .583      | 5       | 3       | 0       | 2       | 174     | 95      | 7            | 4            | 0            | 3            | 149          | 111          | 12     | 7      | 0      | 5      | 323    | 206    |